# Đài tưởng niệm Công nhân Xưởng đóng tàu đã hy sinh năm 1970

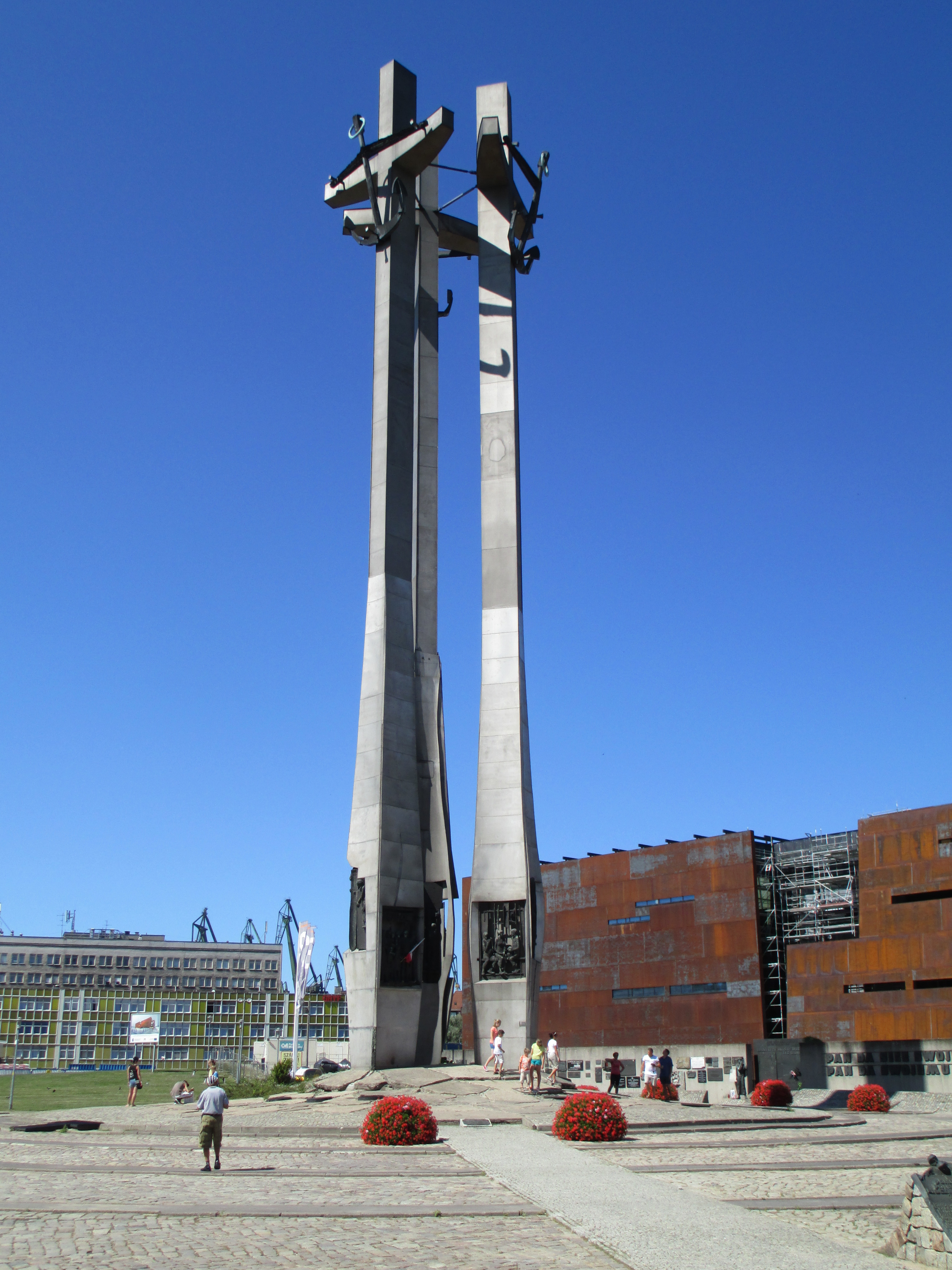
Đài tưởng niệm Công nhân Xưởng đóng tàu đã hy sinh năm 1970 ở Gdańsk, Ba Lan.

Đài tưởng niệm Công nhân Xưởng đóng tàu đã hy sinh năm 1970 (tiếng Ba Lan:  Pomnik Poległych Stoczniowców 1970) là một tượng đài được xây dựng nhằm tưởng niệm 42 công nhân Nhà máy đóng tàu, những người đã qua đời trong cuộc thảm sát công nhân diễn ra vào tháng 12 năm 1970. Đài tưởng niệm này được khánh thành vào ngày 16 tháng 12 năm 1980, tọa lạc tại Quảng trường Đoàn kết ở Gdańsk, Ba Lan, gần  Cổng số 2 Xưởng đóng tàu Gdańsk. Công trình đã có tên trong sổ đăng ký di tích.
Đài tưởng niệm này được xây dựng sau Hiệp định Gdańsk và được xem là tượng đài đầu tiên dành cho các nạn nhân đã qua đời trong cuộc thảm sát công nhân diễn ra vào tháng 12 năm 1970. Bogdan Pietruszka, Wiesław Szyślak, Wojciech Mokwiński và Jacek Krenz chịu trách nhiệm thiết kế dự án này.
Tượng đài được cấu thành từ ba cây thánh giá, mỗi cây nặng 36 tấn và cao tới 42 mét. Mỗi cây thánh giá được trụ bởi một mỏ neo nặng khoảng 2 tấn. Phần dưới tượng đài được khắc những bức phù điêu tái hiện những cảnh sinh hoạt của công nhân xưởng đóng tàu. Các cây thánh giá được làm từ vật liệu crôm-niken chống axit ăn mòn; mỏ neo được làm từ đồng thau và các phù điêu được đúc bằng đồng.

## Ảnh

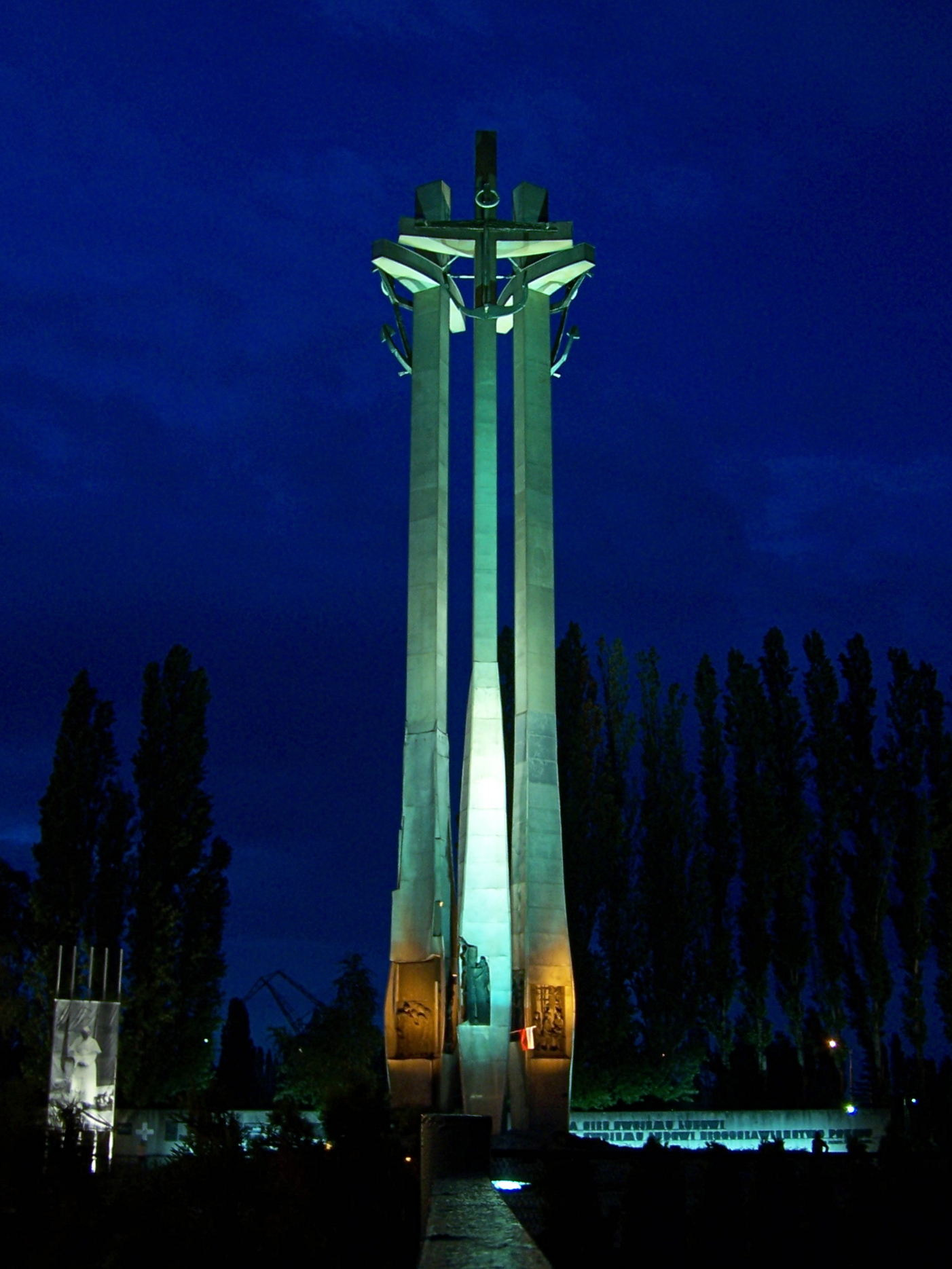
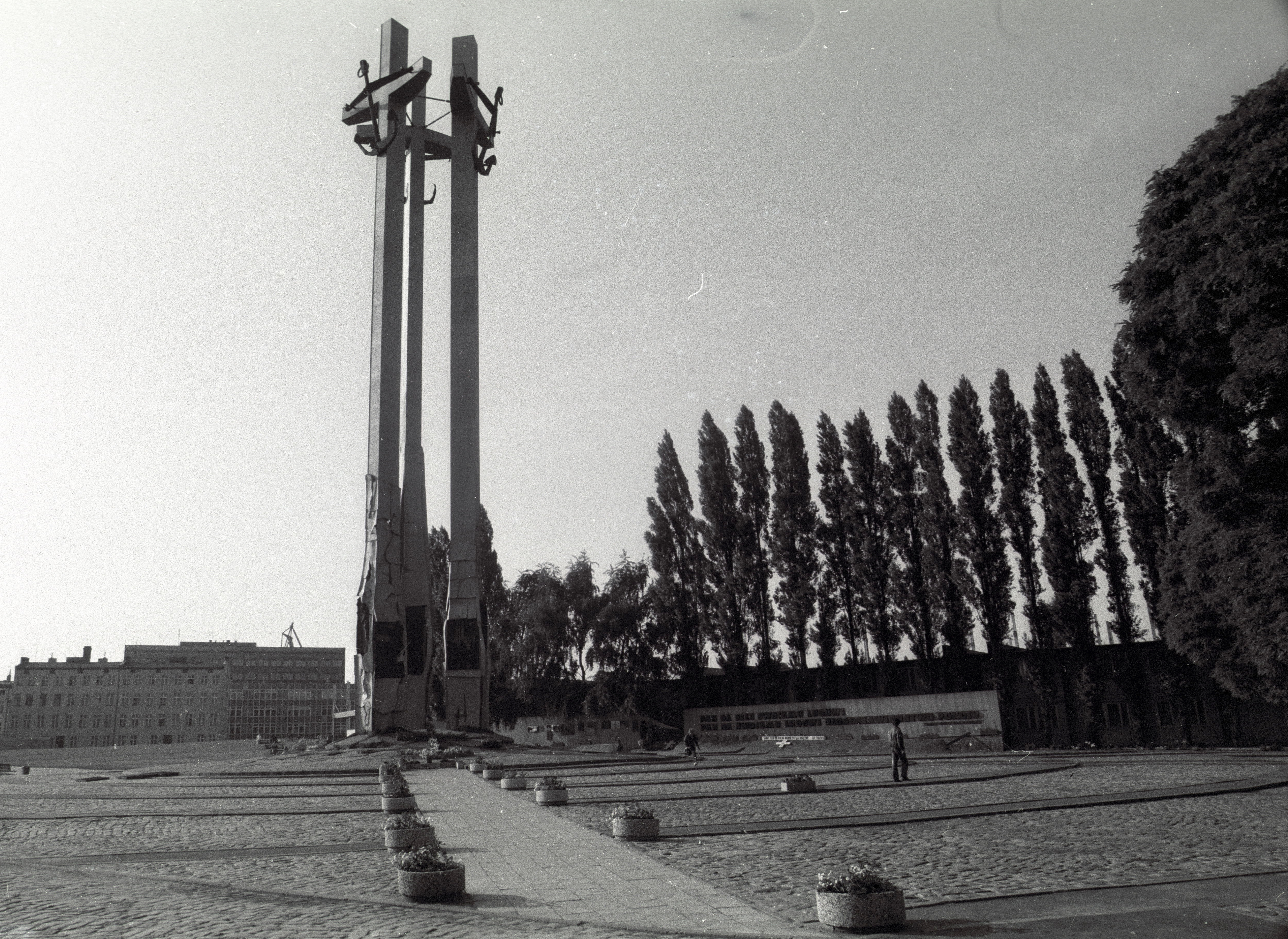
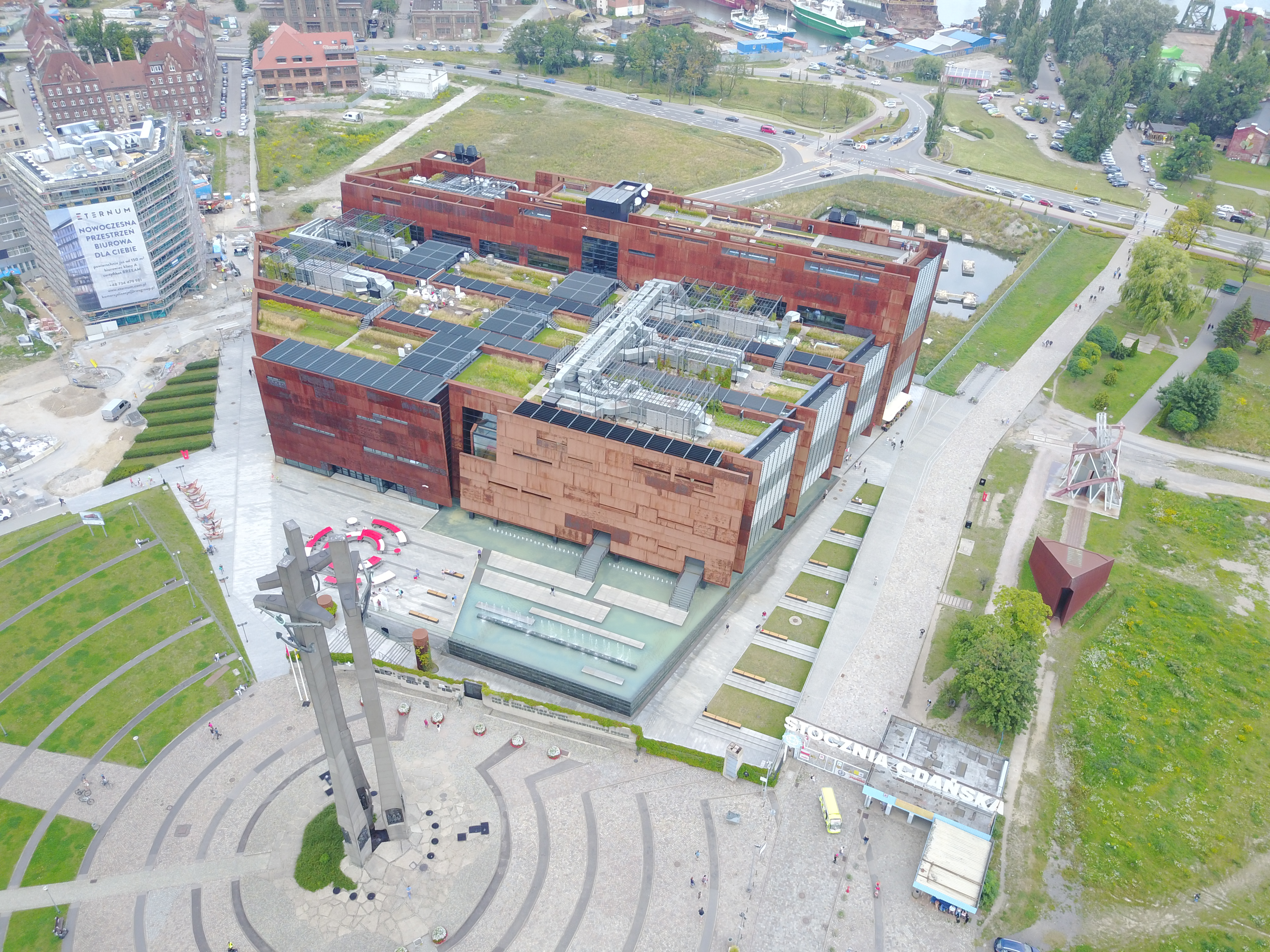
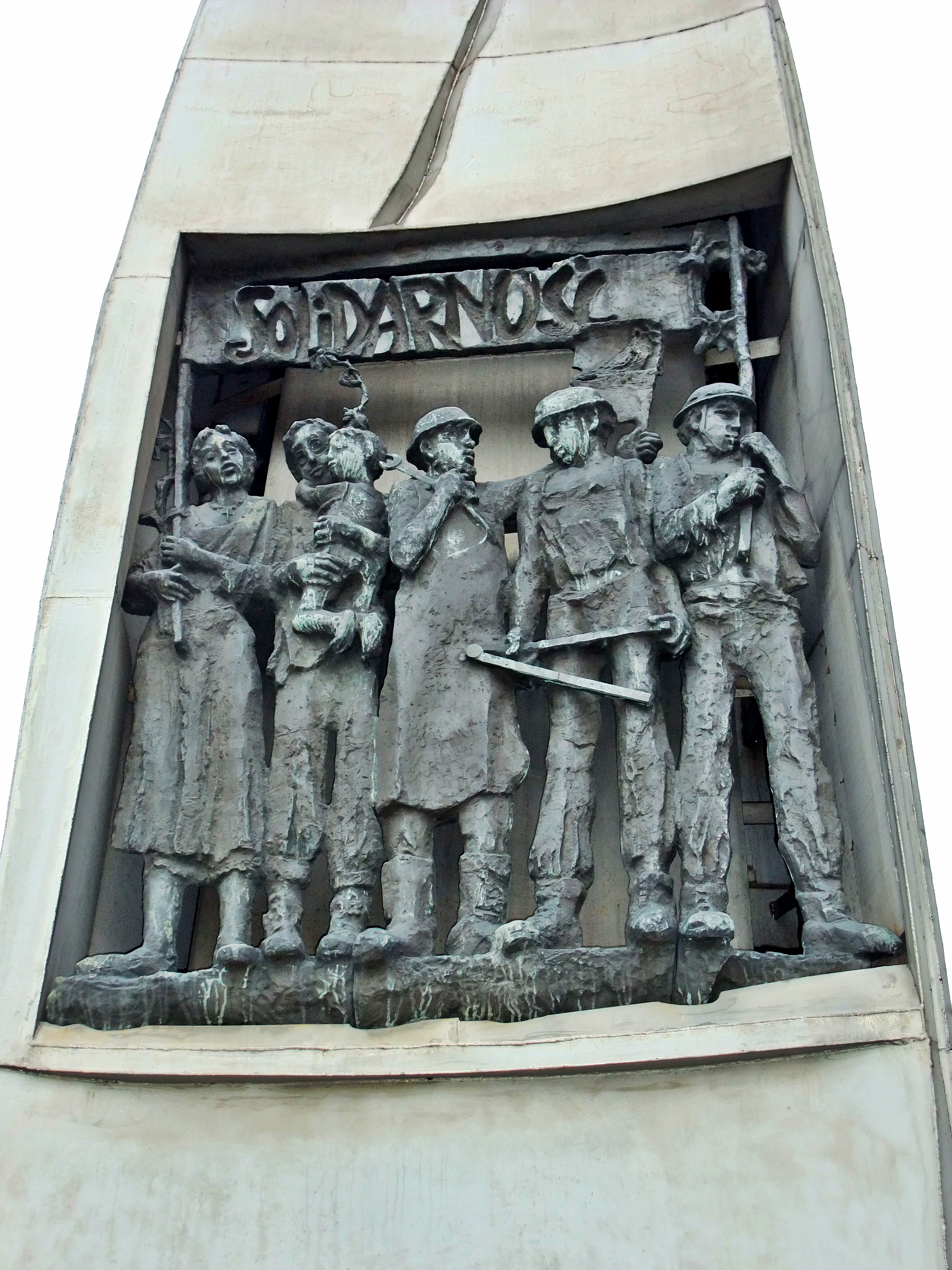